# おおのミルク工房
株式会社おおのミルク工房（おおのミルクこうぼう）は、岩手県九戸郡洋野町に本社を置く飲用乳、発酵乳を製造する乳業メーカー。

## 沿革
- 2005年
  - 1月5日 - 設立
  - 5月15日 - 操業開始

## 事業所
- 本社・工場 - 岩手県九戸郡洋野町大野第58-12-32